# Тутик, Вячеслав Анатольевич
Вячеслав Анатольевич Тутик (род. 18 июня 1981) — российский самбист, дзюдоист, борец вольного стиля, призёр чемпионата России по дзюдо, мастер спорта России международного класса по самбо, мастер спорта России по дзюдо и вольной борьбе . С февраля 2011 года — директор учебного центра олимпийской подготовки по дзюдо Челябинской области. Окончил Оренбургский государственный университет по специальности «Экономика и управление на предприятии»С февраля 2018 года — директор МАУ СШОР дзюдо г. Оренбург. С сентября 2020 года — депутат Оренбургского городского Совета..

## Спортивные результаты
- Чемпионат России 2003 года среди молодёжи —
- Чемпионат России по дзюдо 2006 года — .